# Vištytis (jezero)
Jezero Vištytis (lit. Vištyčio ežeras, njem. Wystiter See, rus. Виштынецкое озеро) je jezero na granici između Litve (okrug Vilkaviškis) i Rusije (Kalinjingradska oblast), blizu tromeđe s Poljskom.
Mali litvanski grad Vištytis na sjevernoj obali dobio je ime po jezeru. Na zapadu se duž rusko-poljske granice proteže proširena šuma Romincka. S litvanske strane, jezero i njegova okolica dio su zaštićenog područja pod nazivom Regionalni park Vištytis. Jezero ima 15 pritoka, ali samo jedna rijeka, Pissa, pritoka rijeke Pregolya, istječe iz ovog jezera.
Jezero Vištytis zauzima površinu od 17.83 km2, od čega 5.44 km2 pripada Litvi. Ovo je značajno povećanje od 0.4 km2 koliko je pripadao Litvi prije ratifikacije rusko-litvanskog ugovora o granici 2003. Povremeno jak vjetar ili pokvarena oprema mogu natjerati turističke brodove na suprotnu zapadnu obalu. Čak i ako su nenamjerni, takvi incidenti predstavljaju ilegalne prelaske granice i mogu dovesti do sankcija od strane graničara. Prije sporazuma iz 2003. granica je išla duž vodene linije plaža na litvanskoj strani, tako da je svatko tko je veslao u vodi tehnički prelazio u Rusiju. Ponekad se jezero koristi za krijumčarenje robe, obično cigareta, preko granice.
Prije Drugog svjetskog rata jezero je činilo dio granice između njemačke pokrajine Istočne Pruske i Litve.

## Vanjske poveznice
|  | Zajednički poslužitelj ima još gradiva o temi Vištytis (jezero) |